# British Empire Games 1934
De tweede British Empire Games, een evenement dat tegenwoordig onder de naam Gemenebestspelen bekend is, werden gehouden van 4 tot en met 11 augustus 1934 in Londen, Engeland.
Er namen zestien teams deel aan deze spelen, vijf meer dan op de eerste editie. Debuterende teams waren Brits-Indië, Hongkong, Jamaica, Trinidad en Tobago en Zuid-Rhodesië. Newfoundland nam voor het laatst onafhankelijk van Canada deel.
Net als bij de eerste editie werden er zes sporten beoefend, hierbij maakte het roeien plaats voor het wielrennen. Bijna alle wedstrijden werden gehouden in het ‘White City stadion’, uitzondering was het wielrennen dat in het ‘Fallowfieldstadion’ in Manchester plaatsvond.

## Deelnemende teams

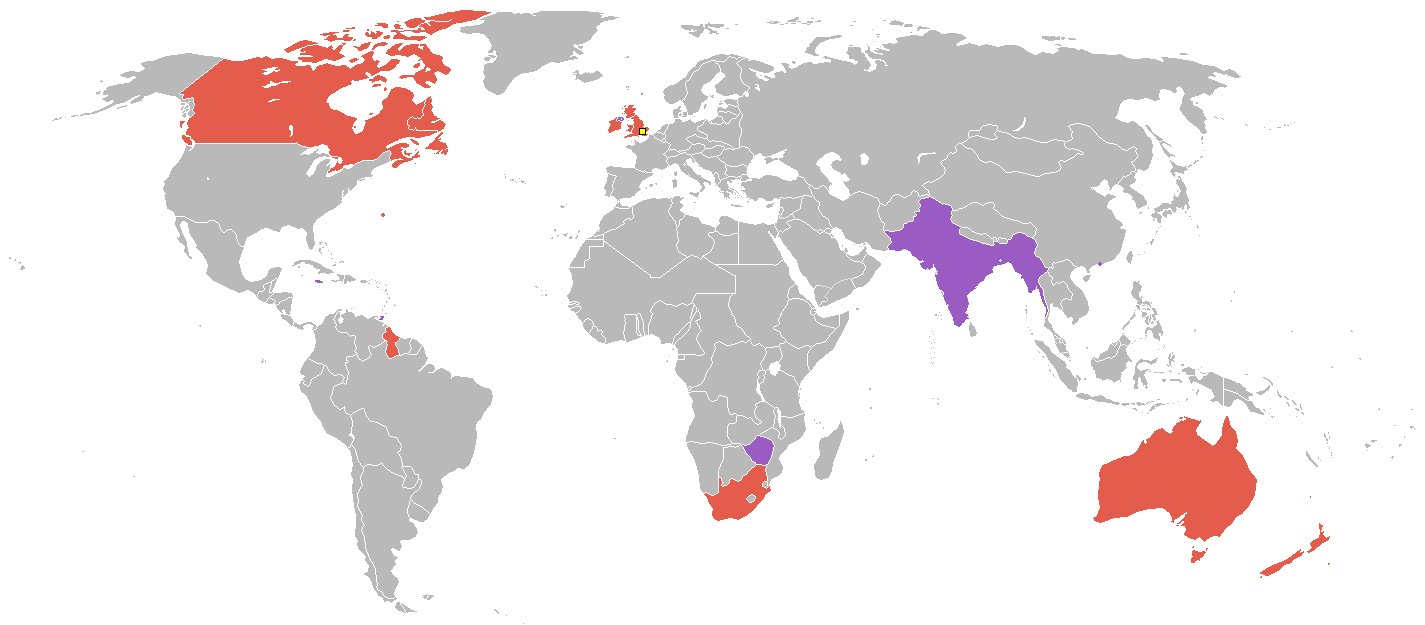
Deelnemende teams

## Sporten
| Sport                            | Onderdelen | Onderdelen | Onderdelen |
| Sport                            | Tot.       | M          | V          |
| -------------------------------- | ---------- | ---------- | ---------- |
| Atletiek                         | 30         | 21         | 9          |
| Boksen                           | 8          | 8          | 0          |
| Bowls                            | 3          | 3          | 0          |
| Wielersport                      | 3          | 3          | 0          |
| Worstelen                        | 7          | 7          | 0          |
| Zwemsport Schoonspringen Zwemmen | 4 13       | 2 7        | 2 6        |
| Totaal                           | 68         | 51         | 17         |

## Medailleklassement
|        | Land          | Goud | Zilver | Brons | Totaal |
| ------ | ------------- | ---- | ------ | ----- | ------ |
| 1      | Engeland      | 29   | 20     | 24    | 73     |
| 2      | Canada        | 17   | 25     | 9     | 51     |
| 3      | Australië     | 8    | 4      | 2     | 14     |
| 4      | Zuid-Afrika   | 7    | 10     | 5     | 22     |
| 5      | Schotland     | 5    | 4      | 17    | 26     |
| 6      | Nieuw-Zeeland | 1    | 0      | 2     | 3      |
| 7      | Brits-Guiana  | 1    | 0      | 0     | 1      |
| 8      | Wales         | 0    | 3      | 3     | 6      |
| 9      | Zuid-Rhodesië | 0    | 0      | 2     | 2      |
| 10     | Noord-Ierland | 0    | 1      | 2     | 3      |
| 11     | Jamaica       | 0    | 1      | 1     | 2      |
| 12     | Brits-Indië   | 0    | 0      | 1     | 1      |
| Totaal | Totaal        | 59   | 57     | 49    | 165    |

Atletiek · Boksen · Bowls · Schoonspringen · Wielersport · Worstelen · Zwemmen
1930 ·
1934 ·
1938 ·
1950 ·
1954 · 
1958 · 
1962 · 
1966 ·
1970 · 
1974 ·
1978 ·
1982 ·
1986 ·
1990 ·
1994 ·
1998 ·
2002 ·
2006 ·
2010 ·
2014 ·
2018 ·
2022 ·
2026